# Xã Morton, Quận Tazewell, Illinois
Xã Morton (tiếng Anh: Morton Township) là một xã thuộc quận Tazewell, tiểu bang Illinois, Hoa Kỳ. Năm 2010, dân số của xã này là 17.036 người.